# AL-14
L'AL-14 est un échangeur autoroutier complet qui appartient à la province d'Almería (Espagne). Long de 3 km environ, il relie l'A-7 au Port d'Almería à l'ouest de la ville.
Il permet d'accéder directement au port depuis l'autoroute sans traverser le centre ville.
C'est une route très fréquentée, notamment l'été par les véhicules à destination d'Afrique du Nord. En effet plusieurs ferrys font la traversée d'Almería à Nador et Al Hoceïma (Maroc), Ghazaouet et Oran (Algérie) et Melilla.

## Tracé
- Elle se détache de l'A-7 à l'ouest d'Almería pour ensuite passer sous le viaduc de l'Autovía de la Méditerranée avant d'être rejointe par la N-340.
- Elle se termine sur un rond-point à l'entrée du port.

## Sorties
| Sorties | Villes                                                                              |        |
| ------- | ----------------------------------------------------------------------------------- | ------ |
| Sortie  | Almeria Nord - Murcie Motril - Malaga                                               | A-7    |
| 01      | Agualduce                                                                           | N-340a |
|         | Almeria-Via Parque - Almeria-La Rambla Port d'Almeria Seulement pour les autorisées |        |

## Référence
- Nomenclature